# Djibrosso
Djibrosso è una città e sottoprefettura della Costa d'Avorio appartenente al dipartimento di Kani. Conta una popolazione di 11 859 abitanti (censimento 2014).